# Urodexiomima javanensis
Urodexiomima javanensis là một loài ruồi trong họ Tachinidae.